# Anna Vyrubova
Anna Alexandrovna Vyrubova, född 16 juli 1884 i Moskva, död 20 juli 1964 i Helsingfors, var en rysk hovdam och memoarskrivare. Hon var nära vän och förtrogen till Rysslands kejsarinna Alexandra Fjodorovna, som hon hade stort inflytande på, och fungerade ofta som kontaktperson mellan tsarfamiljen och Rasputin.

## Biografi
Anna Vyrubova var medlem av en adelsfamilj och dotter till hovmannen, kompositören och poeten Aleksandr Tanejev och Nadezjda Tolstaja. Familjen tillhörde hovkretsarna och Vyrubova var under barndomen lekkamrat till furst Felix Jusupov.

### Hovkarriär
Anna Vyrubova gjorde 1900 sin hovpresentation vid tsarhovet. Genom familjens kontakter utsågs hon 1903 till hovdam hos kejsarinnan, som satte värde på hennes lojala dyrkan och gjorde henne till sin kanske närmaste vän och förtrogna. Enligt samtida vittnen ska kejsarinnan ha känt sig beskyddande gentemot Vyrubova på grund av dennas barnsliga läggning, och sett det som sin uppgift att agera som hennes beskyddare. Hon ska ha haft stort inflytande på kejsarinnan. Enligt samtida källor var hon inte intelligent, men hade just därför lätt för att döma människor, och kejsarinnan ska ha rättat sig efter hennes omdöme om olika personer.
Vyrubova gifte sig 1907 med sjöofficeren Aleksandr Vasilevitj Vyrubov, men relationen blev olycklig och äktenskapet slutade 1909 i skilsmässa. Maken var enligt en senare uppgift från hennes mor en impotent sexualsadist som misshandlade Vyrubova, och äktenskapet förblev ofullbordat.

### Rasputin
Anna Vyrubova har felaktigt utpekats som den som presenterade Rasputin för tsarparet, något hon själv påstod i sina memoarer. I själva verket var det Militza av Montenegro som presenterade Rasputin för tsaren och tsaritsan. Vyrubova träffade dock Rasputin hos Militza före kejsarinnan själv, och talade med denna om honom innan kejsarinnan mötte honom. 
Vyrubova var en passionerad anhängare av Rasputin. Hon agerade ofta kontaktperson mellan Rasputin och tsarparet. År 1911 följde hon tillsammans med några andra societetskvinnor med Rasputin på en resa till hans hemby.
Under första världskriget arbetade hon tillsammans med Alexandra Fjodorovna och de äldsta tsardöttrarna Olga och Tatjana som sjuksköterska för röda korset. En tågolycka i januari 1915 lämnade henne förlamad nedanför midjan. Hon återfick rörligheten efter att Rasputin hade bett för henne, och hon menade sedan att hennes tillfrisknande var hans mirakulösa förmågas förtjänst.

### Revolutionen
Under ryska revolutionen befann sig Vyrubova i Alexanderpalatset hos tsarfamiljen, där hon likt tsarbarnen hade insjuknat, och blev omskött av kejsarinnan. Vyrubovas närvaro innebar en förhöjd risk för en stormning av palatset på grund av att hon hade blivit en av de mest hatade symbolerna för enväldet och tsarmakten och propaganda ofta utpekade henne som en källa till hovintriger. Kejsarinnan vägrade dock att tillåta att hon flyttades från palatset eftersom hon trodde att hon skulle vara säkrare hos dem.
Anna Vyrubova arresterades för förräderi av mensjevikerna under Kerenskis besök på Alexanderpalatset, innan hon var helt tillfrisknad, och fördes till Peter-Paulfästningen i Sankt Petersburg. Hon arresterades senare av bolsjevikerna, som både fängslade och frigav henne vid flera olika tillfällen. Hon utsattes för kränkande behandling och trakasserier i fängelset, bland annat gynekologiska undersökningar med syftet att fastställa om hon var oskuld. Utredningen bedömde henne som för naiv och dum för att ha utövat något inflytande över kejsarinnan, och bedömde henne därmed som oskyldig och betydelselös. Hon uppgav i sina memoarer att hon var i fara att bli avrättad. Tack vare att hon på gatan i Sankt Petersburg av en händelse mötte en tidigare bekant till sin far lyckades hon i december 1920 lämna Ryssland. 
Anna Vyrubova var resten av sitt liv bosatt i Finland, först i Viborg och, sedan Viborg erövrats av röda armén under andra världskriget, i Helsingfors. Hon blev i slutet av sitt liv ortodox nunna, men tilläts bo kvar i sin lägenhet av hälsoskäl.

## Memoarer
Anna Vyrubova gav ut sina memoarer, som anses ge en viktig inblick i tsarfamiljens privata vardag.